# 1998-as MTV Movie Awards
A 1998-as MTV Movie Awards díjátadó ünnepségét 1998. május 30-án tartották a kaliforniai Barker Hangar-ban, a házigazda Samuel L. Jackson volt. A műsort az MTV csatorna közvetítette.

## Díjazottak és jelöltek
A nyertesek a táblázat első sorában, félkövérrel vannak jelölve.
| Legjobb film | Leghumorosabb alakítás |
| --- | --- |
| - Titanic - Ál/Arc - Good Will Hunting - Men in Black – Sötét zsaruk - Szőr Austin Powers: Őfelsége titkolt ügynöke | - Jim Carrey – Hanta boy - Rupert Everett – Álljon meg a nászmenet! - Mike Myers – Szőr Austin Powers: Őfelsége titkolt ügynöke - Adam Sandler – Nászok ásza - Will Smith – Men in Black – Sötét zsaruk                                                         |
| Legjobb színész | Legjobb színésznő |
| - Leonardo DiCaprio – Titanic - Nicolas Cage – Ál/Arc - Matt Damon – Good Will Hunting - Samuel L. Jackson – Jackie Brown - John Travolta – Ál/Arc | - Neve Campbell – Sikoly 2. - Vivica A. Fox – A mama főztje - Helen Hunt – Lesz ez még így se! - Julia Roberts – Álljon meg a nászmenet! - Kate Winslet – Titanic                                                                                               |
| Legjobb akciójelenet | Legjobb gonosz |
| - Ál/Arc - Az elveszett világ: Jurassic Park - Csillagközi invázió - Titanic - A holnap markában | - Mike Myers – Szőr Austin Powers: Őfelsége titkolt ügynöke - Nicolas Cage és John Travolta – Ál/Arc - Gary Oldman – Az elnök különgépe - Al Pacino – Az ördög ügyvédje - Billy Zane – Titanic                                                                  |
| Legjobb csók | Legjobb harc |
| - Drew Barrymore és Adam Sandler – Nászok ásza - Joey Lauren Adams és Carmen Llywelyn – Comic strip – Képtelen képregény - Matt Damon és Minnie Driver – Good Will Hunting - Leonardo DiCaprio és Kate Winslet – Titanic - Kevin Kline és Tom Selleck – A boldogító nem | - Will Smith vs. csótányidegen – Men in Black – Sötét zsaruk - Milla Jovovich vs. idegenek – Az ötödik elem - Demi Moore vs. Viggo Mortensen – G.I. Jane - Harrison Ford vs. Gary Oldman – Az elnök különgépe - Michelle Yeoh vs. rosszfiúk – A holnap markában |
| Legjobb zenés pillanat | Legjobb duó |
| - "Men in Black" – Men in Black – Sötét zsaruk - "A Song for Mama" – A mama főztje - "Deadweight" – Az élet sója - "Mouth" – Egy amerikai farkas Párizsban - "My Heart Will Go On" – Titanic                                                                            | - Nicolas Cage és John Travolta – Ál/Arc - Ben Affleck és Matt Damon – Good Will Hunting - Drew Barrymore és Adam Sandler – Nászok ásza - Leonardo DiCaprio és Kate Winslet – Titanic - Tommy Lee Jones és Will Smith – Men in Black – Sötét zsaruk             |
| Áttörő előadás | Legjobb táncos pillanat |
| - Heather Graham – Boogie Nights - Joey Lauren Adams – Comic strip – Képtelen képregény - Rupert Everett – Álljon meg a nászmenet! - Sarah Michelle Gellar – Tudom, mit tettél tavaly nyáron - Jennifer Lopez – Dalok szárnyán                                          | - "Soul Bossa Nova" – Szőr Austin Powers: Őfelsége titkolt ügynöke - "You Can Leave Your Hat On" – Alul semmi - "Time After Time" – Romy és Michele – Szőkébe nem üt a mennykő - "Beyond the Sea" – Az élet sója - "Machine Gun" – Boogie Nights                |
| Legjobb új filmkészítő | Életműdíj |
| - Peter Cattaneo – Alul semmi | - Clint Howard |